# Jacquelyn Jablonski

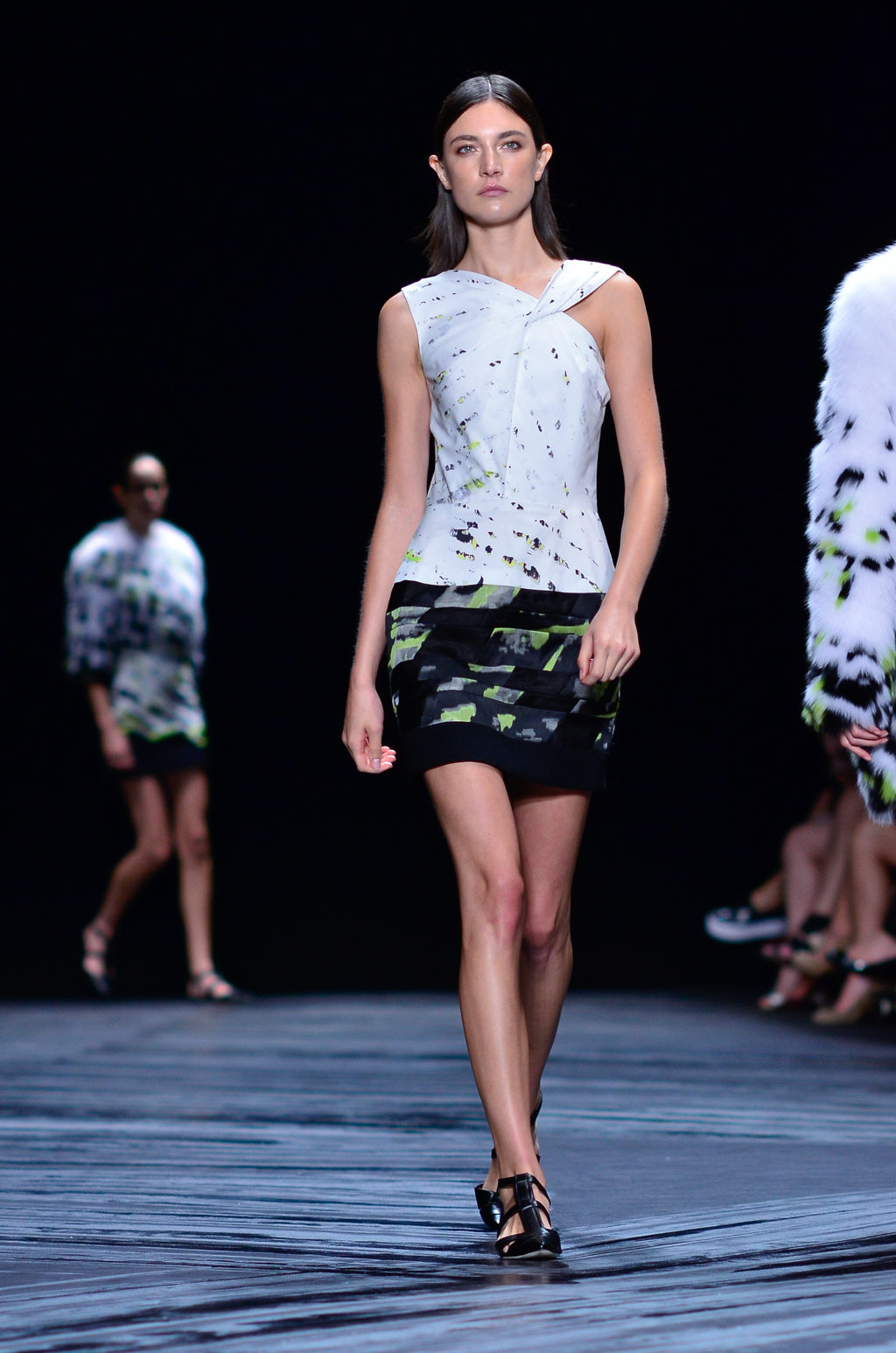
Jacquelyn Jablonski, 2014

Jacquelyn Jablonski (* 4. April 1991 in New Jersey) ist ein US-amerikanisches Model.

## Leben
Jablonski wuchs in Fair Haven, New Jersey auf und ging bis 2009 auf die Rumson-Fair Haven High School. Sie ist deutscher, irischer und polnischer Abstammung. In einem Café, in dem sie jobbte, wurde ein Scout auf sie aufmerksam. Sie bekam sodann einen festen Model-Vertrag bei Ford Models, einer New York Modelagentur. Im September 2007 lief sie erstmals bei einer Fashion-Show.

## Karriere
Um sich im Jahr 2009 auf die Schule zu konzentrieren, nahm sie, außer für einen Aauftritt in der Emanuel-Ungaro-Show im Januar, an keiner Fashion-Week der Saison teil.
Sie lief bei 58 Shows während der Saison Frühling/Sommer 2010. Sie wurde in der darauf folgenden Saison während der New York Fashion Week mit 31 Läufen zum meistgebuchten Model. Auftritte für Shiatzy Chen, Prada, Balenciaga, Yves Saint Laurent, Valentino, Chanel und in den Jahren 2010, 2011, 2012 und 2013 für die Victoria’s Secret Fashion Show folgten.
Im Jahr 2009 hatte sie ihre erste Werbekampagne mit Calvin Klein. Sie ist auch bei Kampagnen von Tommy Hilfiger präsent. Des Weiteren beteiligte sie sich bei Kampagnen für Givenchy, Hermès, Pucci, J Crew, Max Mara, H&M, Emporio Armani, GAP, Dolce & Gabbana, Sportmax, Céline, Hogan, Burberry, Carolina Herrera, Yves Saint Laurent, Stefanel und Victoria’s Secret.
In den Print-Medien war sie als Cover der südamerikanischen und türkischen Vogue und war bei Editorials der amerikanischen und spanischen Harper’s Bazaar, sowie für Numéro, i-D, V, Another Magazine, Pop Magazine, Dazed & Confused, für die internationale Ausgaben von Vogue, für W, als auch in Lookbooks für Prada, Alexander Wang, Hogan, Jason Wu, Fendi, J.Crew, Tommy Hilfiger und John Galliano präsent. Zu ihren Model-Agenturen zählen Select Model Management und Elite Model Management.
Auf Models.com belegte sie in einem Ranking den 31. Platz.